# 石丸利人
石丸 利人（いしまる としひと、1931年（昭和6年）4月4日 - 2000年（平成12年）3月11日）は、日本のボクサー。

## 経歴・人物
早稲田大学出身。早稲田大学在学中に1952年ヘルシンキオリンピック、ハワイ大学在学中に1956年メルボルンオリンピックに出場し、ヘルシンキ五輪では1回戦で敗退、2度目の出場となったメルボルン五輪では2回戦で敗退した。
2000年3月11日23時17分、肺炎のため死去。